# Пекин еПри
Пекин еПри е кръг от шампионата за болиди с електрическо задвижване Формула Е под егидата на ФИА. Провежда се през дебютния сезон 2014/15 и втория сезон на надпреварата на временната писта Пекин Олимпик Грийн Сиркуит на улиците на Пекин, Китай.

## История
Първият старт в историята на Формула Е се провежда на 13 септември 2014 г. в Пекин. Наблюдавано е от 75000 зрители на място и 40 милиона по телевизията.
По време на второто еПри на Пекин през 2015 г. Себастиен Буеми влиза в историята на шампионата като първият пилот с требъл - пол позиция, победа и най-бърза обиколка в рамките на един кръг.

## Писта
Пекин Олимпик Грийн Сиркуит е разположена на улиците около националния стадион и националния център по водни спортове в Пекин. Дълга е 3,44 км и има 20 завоя, а посоката на движение е противоположна на часовниковата стрелка. Дизайнът ѝ е дело на Родриго Нунес.

## Спонсори и официални имена
- 2014: Евъргранд Груп – ФИА Формула Е Евъргранд Спринг Пекин еПри 2014
- 2015: SWUSP – ФИА Формула Е SWUSP Пекин еПри 2015

## Победители
| Година | Победител       | Отбор          | Време     | Най-бърза обиколка | Пол позиция     | Дата         | Доклад |
| ------ | --------------- | -------------- | --------- | ------------------ | --------------- | ------------ | ------ |
| 2014   | Лукас ди Граси  | Ауди Спорт АБТ | 52:23.413 | Такума Сато        | Никола Прост    | 13 септември | Доклад |
| 2015   | Себастиен Буеми | Рено е.дамс    | 50:08.835 | Себастиен Буеми    | Себастиен Буеми | 24 октомври  | Доклад |

## Статистика

### Победи

#### Пилоти
| Победи | Пилот           | Постигнати |
| ------ | --------------- | ---------- |
| 1      | Лукас ди Граси  | 2014       |
| 1      | Себастиен Буеми | 2015       |

#### Отбори
| Победи | Отбор                 | Постигнати |
| ------ | --------------------- | ---------- |
| 1      | Ауди Спорт АБТ Шефлер | 2014       |
| 1      | Рено е.Дамс           | 2015       |

#### Националност на пилотите
| Победи | Страна    | Постигнати | Пилоти |
| ------ | --------- | ---------- | ------ |
| 1      | Бразилия  | 2014       | 1      |
| 1      | Швейцария | 2015       | 1      |

### Пол позиции

#### Пилоти
| ПП | Пилот           | Постигнати |
| -- | --------------- | ---------- |
| 1  | Никола Прост    | 2014       |
| 1  | Себастиен Буеми | 2015       |

#### Отбори
| ПП | Отбор       | Постигнати |
| -- | ----------- | ---------- |
| 2  | Рено е.Дамс | 2014, 2015 |

#### Националност на пилотите
| ПП | Страна    | Постигнати | Пилоти |
| -- | --------- | ---------- | ------ |
| 1  | Франция   | 2014       | 1      |
| 1  | Швейцария | 2015       | 1      |

### Най-бърза обиколка

#### Пилоти
| НБО | Пилот           | Постигнати |
| --- | --------------- | ---------- |
| 1   | Такума Сато     | 2014       |
| 1   | Себастиен Буеми | 2015       |

#### Отбори
| НБО | Отбор       | Постигнати |
| --- | ----------- | ---------- |
| 1   | Амлин Агури | 2014       |
| 1   | Рено е.Дамс | 2015       |

#### Националност на пилотите
| НБО | Страна    | Постигнати | Пилоти |
| --- | --------- | ---------- | ------ |
| 1   | Япония    | 2014       | 1      |
| 1   | Швейцария | 2015       | 1      |